# Le Chemin de fer
Pour les articles homonymes, voir Chemin de fer (homonymie).
Le Chemin de fer est un tableau réalisé par le peintre Édouard Manet en 1873, aussi connu sous le nom de Gare Saint-Lazare. C'est le dernier tableau de Manet de son modèle préféré, sa compatriote peintre Victorine Meurent, qui fut également le modèle de ses œuvres antérieures Olympia et Le Déjeuner sur l'herbe, peut-être voulu comme un hommage à leur relation de longue date.
Tableau de Manet célébrant le plus la modernité parisienne, tant par son style que par le choix du sujet, il a été exposé au Salon de peinture et de sculpture de Paris en 1874. Il est conservé à la National Gallery of Art de Washington depuis 1956.

## Historique de l'œuvre
Manet est irrémédiablement fasciné par le chemin de fer, universellement reconnu à l'époque comme le symbole du triomphe de la révolution industrielle et du progrès scientifique. Comme pour les autres impressionnistes, il a représenté à de nombreuses reprises la gare Saint-Lazare, faisant du chemin de fer un objet digne d'une représentation picturale : voir les trains circuler en pleine campagne est pour lui un spectacle fascinant ; il considère les cheminots comme des gens pleins de maîtrise de soi et d'une volonté résolue.
Manet entreprend l'exécution du Chemin de fer en 1872, peignant pour l'essentiel en plein air, avec quelques détails secondaires exécutés dans l'atelier et les finitions d'ensemble réalisées dans le jardin du peintre Alphonse Hirsch, voisin de l'artiste, à l'intersection entre la Rue de Rome (Paris) et la rue de Constantinople, donc à faible distance des quais de la très fréquentée gare Saint-Lazare.
Il s'agit du dernier portrait du modèle fétiche de l'artiste, Victorine Meurent (ancien modèle de l'Olympia), sans doute réalisé en hommage à leur longue relation artistique et amoureuse.
Peu de temps après son achèvement, le tableau est vendu au baryton Jean-Baptiste Faure, un ami de Manet qui le prêta pour être exposé au Salon de Paris en 1874. Du vivant de Manet, Faure fut le plus important collectionneur de ses œuvres, dont il acquit plus de 60. Il est cédé en 1881 pour 5 400 francs au marchand d'art Paul Durand-Ruel, qui lui donne plusieurs noms : Enfant regardant le chemin de fer, Le pont de l'Europe, A la Gare St. Lazare, et plus tard juste Gare St. Lazare. Il est vendu le 31 décembre 1898 pour 100 000 francs à l'Américain Henry Osborne Havemeyer qui a rassemblé une vaste collection d'art comprenant 25 peintures de Manet. Sa femme Louisine Havemeyer laisse 2 000 œuvres au Metropolitan Museum of Art de New York à sa mort en 1929, mais elle partage une petite collection, dont Le Chemin de fer, entre ses trois enfants. Le tableau est légué à la National Gallery of Art de Washington DC en 1956, à la mort de son fils Horace Havemeyer,,,.

## Description

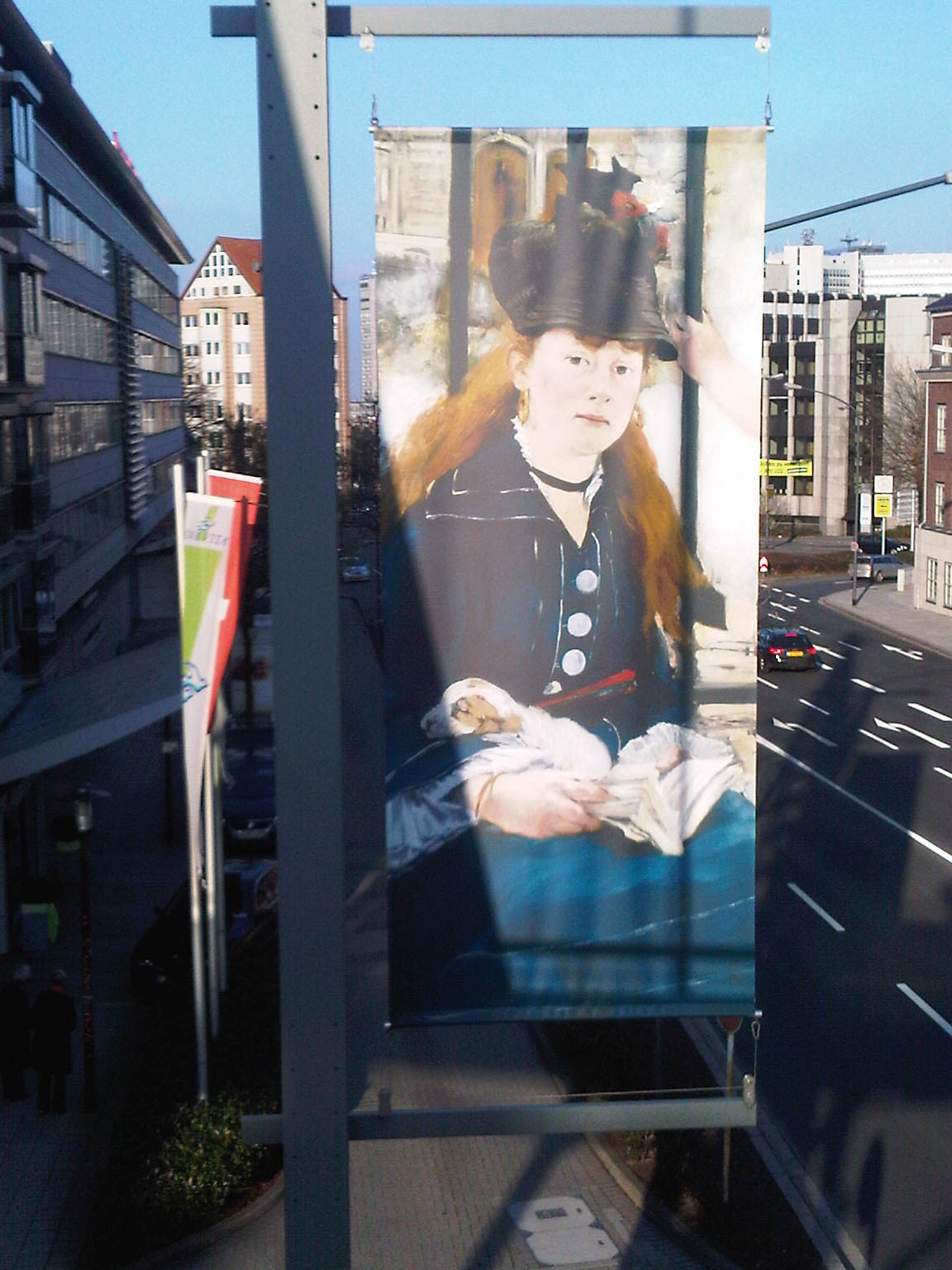
Affiche de rue pour l'exposition Bilder einer Metropole.

La toile dépeint une dame parfaitement respectable, assise sur le côté gauche du cadre, tenant compagnie à une petite fille, devant une clôture en fer près de la gare Saint-Lazare. Le sujet, au regard pensif et triste, porte un chapeau sombre et une robe bleu foncé sombre avec des détails blancs, et regarde vers le spectateur, tandis qu'un chiot endormi, un éventail et un livre ouvert reposent sur ses genoux. Une petite fille se trouve à côté d'elle, figure contrastée vêtue d'une élégante robe blanche avec un grand nœud bleu, dos au spectateur, regardant à travers les grilles avec une grande révérence le spectacle du train en manœuvre, qui se dirige vers la gare avec de grandes bouffées de vapeur. La bande noire dans les cheveux de la fillette fait écho celle autour du cou de la femme. Alors que la femme regarde pensivement hors de l'image, l'enfant se tourne vers des événements au-delà de la grille qui divise la scène en premier plan et en arrière-plan. Au lieu de choisir la vue naturelle traditionnelle comme arrière-plan pour une scène extérieure, Manet a opté pour la grille de fer qui s'« étend sur la toile ».
La seule trace du train est son nuage blanc de vapeur. Des immeubles modernes d'habitation sont visibles en arrière-plan, dont la maison, comme Juliet Wilson-Bareau a pu le prouver, au 4 de la rue de Saint-Pétersbourg  près de la place de l'Europe, où Manet loue un appartement à titre d'atelier depuis juillet 1872, ainsi qu'un poste d'aiguillage et le pont de l'Europe. Au-delà de la grille se trouvent les bouffées de vapeur d'un train qui passe et la façade d'une maison. Pierre Courthion précise que la vue sur les voies ferrées depuis la maison rue de Rome de Stéphane Mallarmé, qui est un ami proche de Manet, reste la même à ce jour.
L'arrangement comprime le premier plan en une portée restreinte, séparé de l'arrière-plan par la rangée de grilles. La convention traditionnelle de l'espace lointain est ignorée. Une grappe de raisin repose sur un parapet à droite du tableau, indiquant peut-être que celui-ci a été réalisé à l'automne.

## Accueil

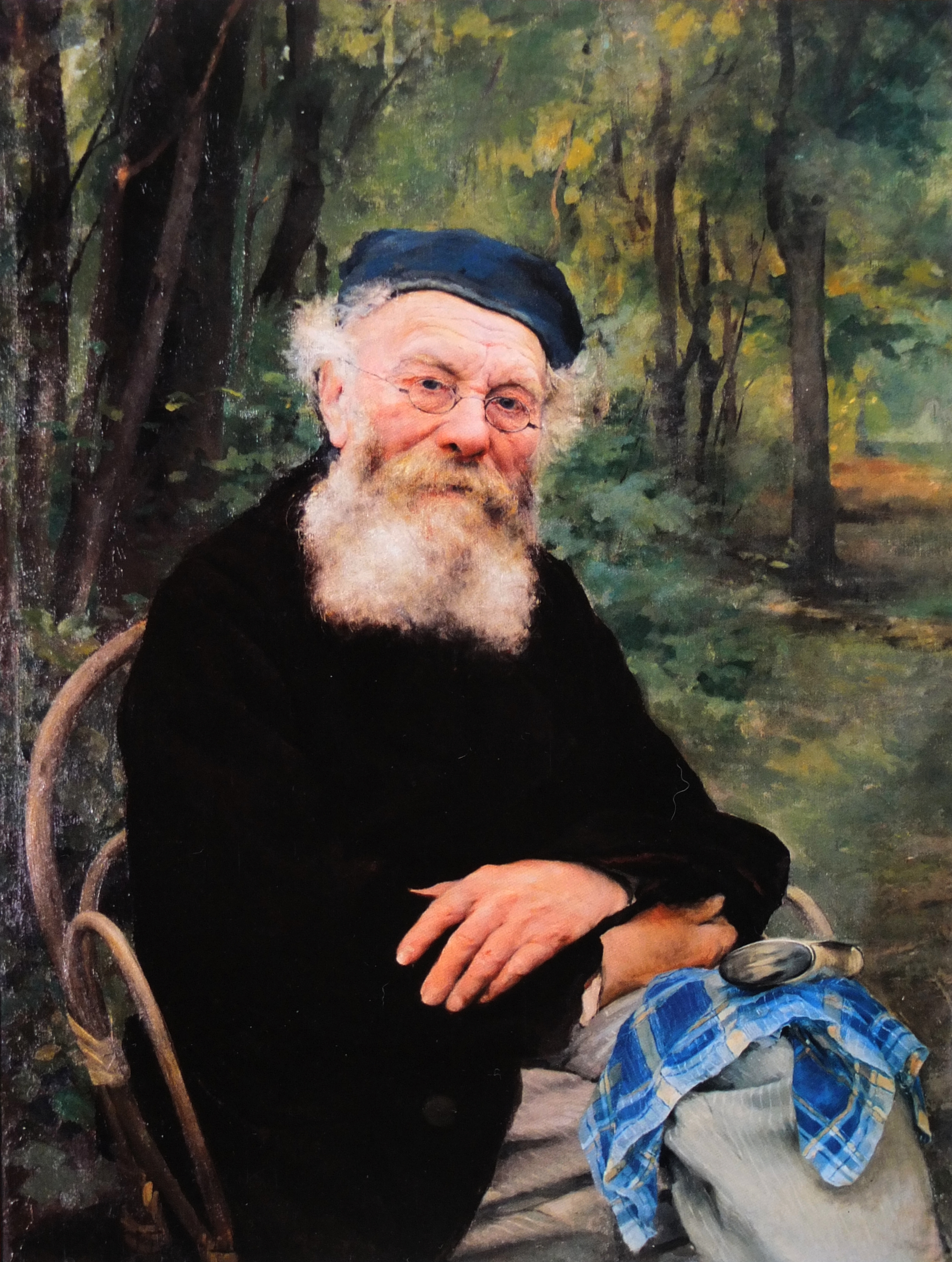
Jules Bastien-Lepage, Portrait du grand-père de l'artiste, 1874.

Alors que Claude Monet, Auguste Renoir, Paul Cézanne et d'autres impressionnistes exposent dans l'atelier du photographe Nadar, Manet a constamment soumis ses peintures au Salon officiel de Paris. En 1874, Le Chemin de fer est accepté au Salon et, selon Düchting, « provoque la moquerie des critiques conservateurs ». L'historienne Isabelle Dervaux décrit ainsi l'accueil que le tableau a reçu lors de sa première exposition : « Les visiteurs et les critiques ont trouvé son sujet déconcertant, sa composition incohérente et son exécution sommaire. Les caricaturistes ont tourné en dérision le tableau de Manet, dans lequel seuls quelques-uns reconnaissaient le symbole de la modernité qu'il est devenu aujourd'hui ». Jules Claretie se demande si Manet veut gagner un pari avec un tel « sketch ». Le magazine Le Tintamarre parle le 10 mai 1874 du « chemin de fer pour Charenton », évoquant le célèbre asile psychiatrique ; Louis Veuillot soupçonne même un « délire pittoresque ». Toutefois, quelques voix positives s'expriment : Jules-Antoine Castagnary approuve la « luminosité puissante » de l'image dans Le Siècle (journal) et Philippe Burty, dans le journal La République française du 9 novembre Juillet 1874 souligne l'influence de Manet « sur les artistes sérieux de son groupe ». Mallarmé prend également la défense de son ami dans La Renaissance.
Juliet Wilson-Bareau a observé que, « pour le public du temps de Manet, Le Chemin de fer semblait choquant et incompréhensible. Il soulevait toutes les questions - sur le sens et l'importance des œuvres, sur la façon de les lire, sur la pratique et la technique "artistiques" acceptables - qui sont propres à l'art d'avant-garde ». Le Salon de 1874 consacre Jules Bastien-Lepage, lauréat d'une médaille de troisième classe pour le Portrait du grand-père de l'artiste en 1874, correspondant à l'attente du public qui réclame un tableau fini et, pour le paysage, la manière esquissée des impressionnistes. Manet fait sur toute sa toile ce que Jules Bastien-Lepage réserve à l'arrière-plan de son portrait : l'application gestuelle de la peinture, la tache picturale, qui évoque plus qu'elle ne décrit un objet, comme s'il était aperçu en vitesse et au rythme accéléré de la vie moderne.

## Analyse
Cette œuvre, marquée par le symbole de la grille en fer, semble tirer un trait sur le passé avec une certaine amertume. Le chien sagement endormi peut être une référence à la Vénus d'Urbin de Titien, un maître ancien particulièrement aimé de Manet, qui avait déjà fait écho à la composition de Titien dans son Olympia avec un chat inquisiteur qui, ici, laisse place à un petit chien.
À la vive curiosité de la fillette s'oppose la tristesse de la femme, consciente de sa propre maturité, qui ne s'intéresse pas à l'arrivée de la locomotive, même si elle interrompt momentanément sa lecture. Manet lui-même écrit à Antonin Proust à propos de la composition du tableau en 1880 : « Il est difficile d'imaginer à quel point il est difficile de mettre une personne sur une toile de telle manière qu'elle soit vivante et corporelle devant soi. En revanche, c'est un jeu d'enfant de peindre deux personnages qui tirent leur charme de l'entrelacement de personnalités. »
Le rythme de la vision est marqué par la succession des barreaux de la grille, une invention déjà expérimentée quelques années plus tôt par Manet dans le tableau Le balcon. La grille se dresse entre le fond et les deux protagonistes, de sorte que l'observateur est placé au même niveau que les personnages et observe donc la scène de ce côté des barreaux. Cette solution, tout en étant très novatrice, n'a pas du tout été appréciée par la critique qui, encore attachée au vieux cliché des débuts du peintre, n'a pas lésiné sur les critiques vénéneuses et acerbes : « Ces malheureux, se voyant ainsi peints, on envie de s'évader ! Mais lui, prévoyant, a mis une grille qui leur a coupé toutes les voies d'évacuation. » Son ami Burty, au contraire, saisit l'âme de l'œuvre avec une grande acuité : « Le mouvement, le soleil, l'air pur, les reflets, tout donne l'impression de la nature, mais de la nature captée par une âme délicate et traduite par un être raffiné ».
Pour Conzen, Le Chemin de fer occupe une place centrale dans l'œuvre de Manet. Elle retrouve la perspective impressionniste de Manet notamment dans la conception du « fond sommairement indiqué » ; le regard de Victorine Meurent véhicule une « réflexion sur la fugacité et la fragilité de toute chose ».